# Grünes Herz

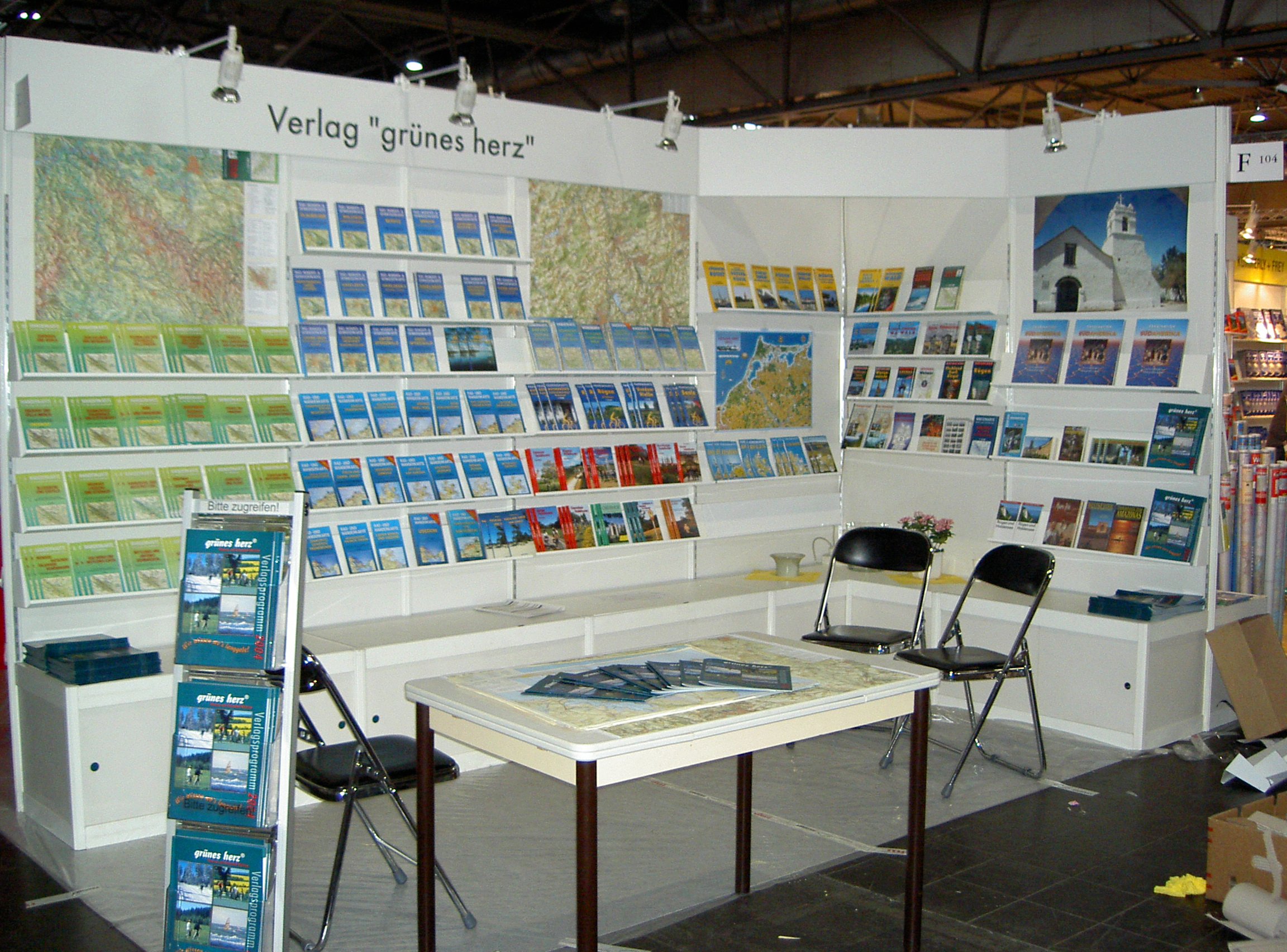
Stand des Verlags auf der Leipziger Buchmesse (2004)

Der Verlag Grünes Herz (Eigenschreibweise: grünes herz) ist der größte auf Landkarten und Touristikliteratur spezialisierte Verlag in Thüringen und hat seinen Hauptsitz in Ilmenau (Ortsteil Oberpörlitz). Seit 1999 gibt es eine Zweigstelle im Ostseebad Wustrow (Mecklenburg-Vorpommern).
Gegründet wurde der Verlag 1991 von Lutz Gebhardt als Ein-Mann-Betrieb. Seit 1992 ist der Verlag jedes Jahr auf der Leipziger Buchmesse mit einem eigenen Stand vertreten. 1996 wurde das eigene Verlagshaus im Ilmenauer Stadtteil Oberpörlitz bezogen, das 2001 mit einem Anbau erweitert wurde. Das Logistikzentrum auf der gegenüberliegenden Straßenseite wurde 2011 eröffnet. Von dort werden alle Produkte der Verlagsgruppe grünes herz (umfasst neben dem Verlag grünes herz auch den Rhino-Verlag, den Demmler Verlag und den BuchVerlag für die Frau) ausgeliefert.
Im Jahr 2013 fand eine Umstrukturierung der Verlagsgruppe statt. Seitdem firmiert der Verlag in der Rechtsform einer GmbH & Co. KG, außerdem sind Gebhardts Söhne in das Unternehmen eingetreten.

## Produkte
Den größten Teil des Sortiments machen Detailkarten (Maßstab 1:30.000 und 1:35.000) und Fahrradkarten (Maßstab 1:75.000) aus. Ein Teil der Landkartenserien wird auf einem sortenreinen PP-Kunststoffmaterial gedruckt, wodurch die Karten wasser- und reißfest sind. Damit konnte der Verlag erfolgreich eine Nische im deutschen Landkartenmarkt besetzen.
Außerdem werden Reiseführer, Wanderführer und Radwege-Spiralos herausgegeben.